# Narella ornata
Narella ornata is een zachte koraalsoort uit de familie Primnoidae. De koraalsoort komt uit het geslacht Narella. Narella ornata werd in 1995 voor het eerst wetenschappelijk beschreven door Bayer. 